# Сілезьке князівство
51°07′00″ пн. ш. 17°02′00″ сх. д. / 51.116666666667° пн. ш. 17.033333333333° сх. д.

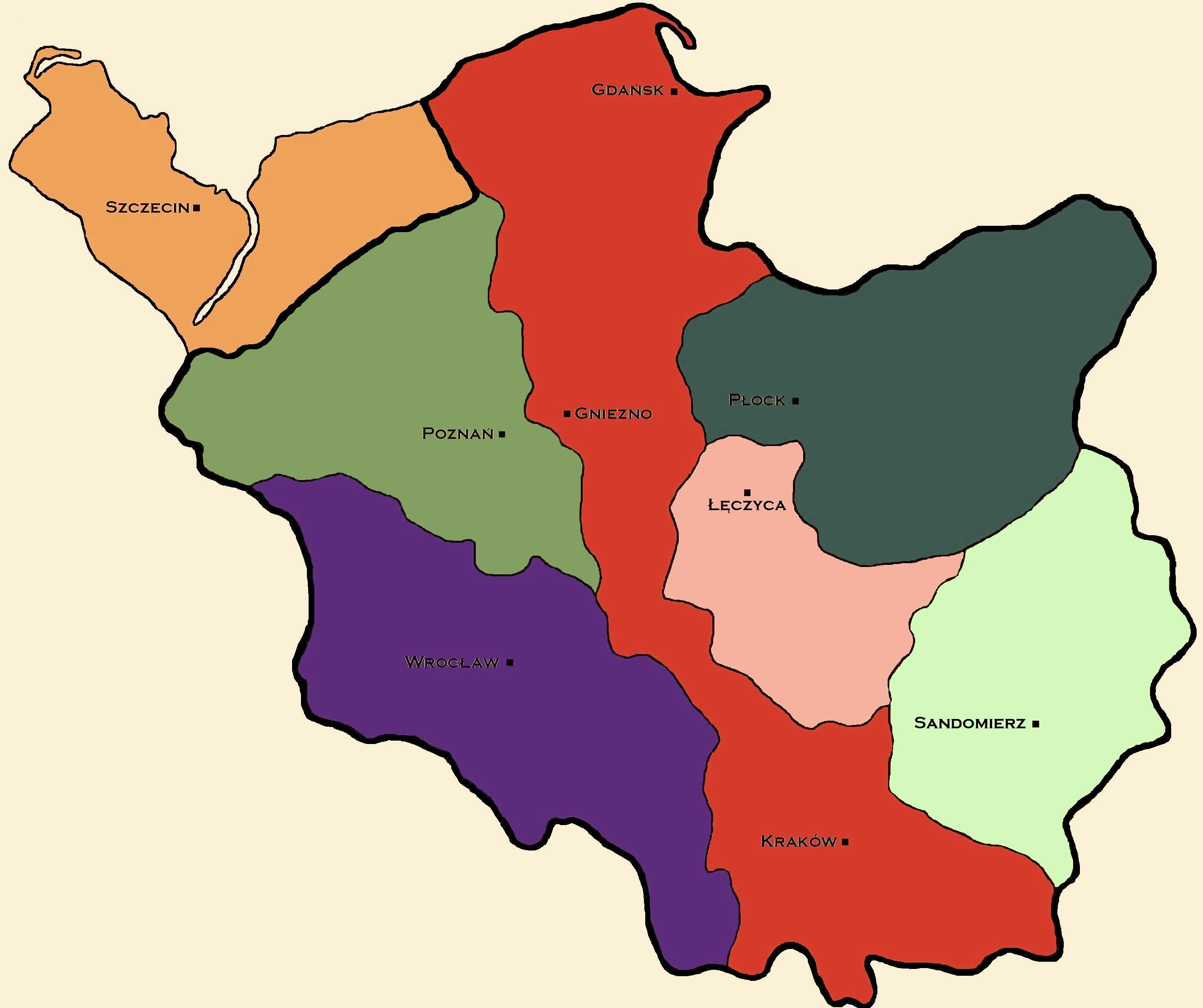
Поділ між синами Болеслава
Головна провінція, що включала Великопольщу, Малопольщу, Західну Куявію
Сілезька провінція при Владиславі II
Мазовська провінція при Болеславі IV
Великопольська провінція при Мешко III
Сандомірська провінція при Генриху Сандомирському
Провінція вдови Болеслава, Саломеї з Бергу - яку повернули головній провінції після її смерті
Померанія васал головної провінції

Сілезьке князівство (пол. Księstwo śląskie)  або Сілезьке герцогство (нім. Herzogtum Schlesien) — середньовічне князівство, розташоване у Сілезії. Незабаром після утворення в 1138, було поділено на окремі Сілезькі князівства (з 1163 року). Князівство було, одним з п'яти головних провінцій середньовічної Польщі згідно з Заповітом Болеслава III. 1138—1146 під владою Великого князя Польського, Владислава II, який незабаром втратив свій титул великого князя, після його невдалої спроби узяти контроль над всією Польщею. З 1163 князівство було під контролем Болеслава IV. За підтримки Фрідріха I, сини Владислава змогли повернутися до князівства в 1163.

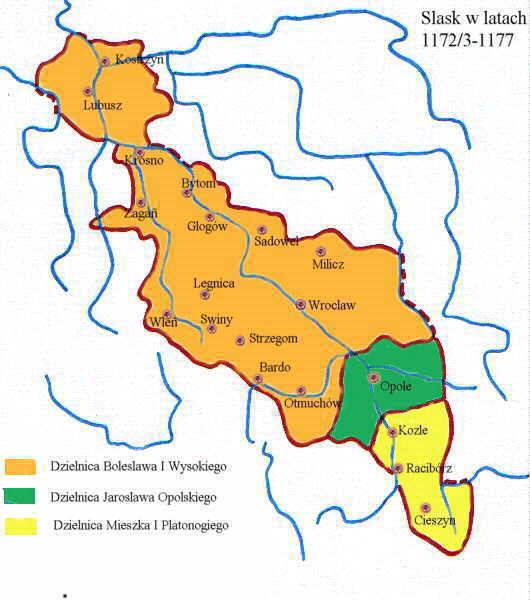
1172-1177. Розрив на частини князівства починається між: перший син Владислава, Болеслав I Високий (оранжевий);, другий син Владислава Мешко I Платоногий (жовтий); син Болеслава, Ярослав Опольський (зелений)

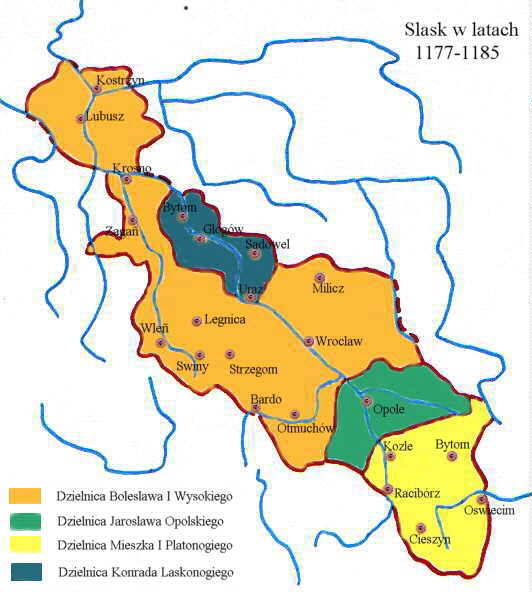
1177-1185. Створення Глогувського князівства (синьозелений), четвертим, наймолодшим, братом Конрадом I

Сини Владислава поділили князівство між собою; це привело до створення роз'єднаних Сілезьких князівств. Його другий старший син, Болеслав I Високий отримав Середню Сілезію і Нижню Сілезію, з Вроцлавом (Breslau), як столицю новоствореного Вроцлавського князівства (інколи також хибно відомо як Сілезьке князівство, завдяки його розміру). Наступний за віком син, Мешко І отримав Ратибор і Цешин; що привело до створення Ратиборське князівства. Після короткої війни між братами, Опольське князівство зі столицею в Ополе утворилося в 1201 для найстаршого брата Ярослава Опольського (який не був згоден з духовною кар'єрою). Наймолодший син, Конрад І отримав Глогув, що привело до створення Глогувського князівства у 1180.
Подрібнення князівства зростало з наступними поколіннями і супроводжувалося роздрібненням Польщі. Встановлюються зв'язки з Богемським королівством у XIV столітті, деякі з князівств були приєднанні до Польського королівства, але більшість з них стала частиною Священної Римської імперії у 1348. Після передачі спадкоємства Богемії до Габсбурзької імперії у 1526, Богемсько-Сілезькі князівства поступово переходять під контроль Австрії.
Король Фрідріх II увійшов в Австрійську Сілезію в 1740 і анексував більшість князівств протягом XVIII століття під час Сілезьких війн. Велика частина Сілезького князівства була згодом реорганізована як частина прусської провінції Сілезії, тоді як князівства, що залишились під Австрійським контролем, були відтворені як Князівство Верхньої і Нижньої Сілезії у 1742. Ті князівства, які залишилися в Польщі, протягом XVIII століття анексовано Пруссією і Австрією під час поділів Речі Посполитої. Князівство Верхньої і Нижньої Сілезії існувало до 1918, коли воно було поділено між Польщею і Чехословаччиною після Першої світової війни.